# Jim Kaler
James Bailey Kaler cunoscut și ca Jim Kaler (29 decembrie 1938 - 26 noiembrie 2022) a fost un astronom și scriitor științific american.